# Metodo Strachey per i quadrati magici
Il metodo Strachey per i quadrati magici è un algoritmo per la creazione di quadrati magici di ordine singolarmente pari (cioè divisibile per 2, ma non per 4) n = 4k+2.
Di seguito, verrà spiegato, come esempio, come costruire un quadrato magico di ordine n = 10 (k = 2).

## Primo passo
Dividere la griglia, che andrà a costituire il quadrato magico, in quattro parti (A, B, C, D), ognuna delle quali conterrà n2/4 numeri, e disponetele nel modo seguente
A C
D B

## Secondo passo
Utilizzando il metodo siamese (metodo di De la Loubère), completare individualmente A, B, C e D, come quattro sub-quadrati magici di ordine dispari 2k+1, in modo che:
1. A contenga i numeri da 1 a n2/4;
2. B contenga i numeri da n2/4 + 1 a 2n2/4;
3. C contenga i numeri da 2n2/4 + 1 a 3n2/4;
4. D contenga i numeri da 3n2/4 + 1 a n2.

| A | - | C |
| --- | - | --- |
| {\displaystyle {\begin{bmatrix}17&24&1&8&15\\23&5&7&14&16\\4&6&13&20&22\\10&12&19&21&3\\11&18&25&2&9\\\end{bmatrix}}}           |   | {\displaystyle {\begin{bmatrix}67&74&51&58&65\\73&55&57&64&66\\54&56&63&70&72\\60&62&69&71&53\\61&68&75&52&59\\\end{bmatrix}}} |
| D | - | B |
| {\displaystyle {\begin{bmatrix}92&99&76&83&90\\98&80&82&89&91\\79&81&88&95&97\\85&87&94&96&78\\86&93&100&77&84\\\end{bmatrix}}} |   | {\displaystyle {\begin{bmatrix}42&49&26&33&40\\48&30&32&39&41\\29&31&38&45&47\\35&37&44&46&28\\36&43&50&27&34\\\end{bmatrix}}} |

## Terzo passo
Scambiare le k colonne di estrema sinistra del sub-quadrato A con le colonne corrispondenti del sub-quadrato D.
| A | - | C |
| --- | - | --- |
| {\displaystyle {\begin{bmatrix}(92)&(99)&1&8&15\\(98)&(80)&7&14&16\\(79)&(81)&13&20&22\\(85)&(87)&19&21&3\\(86)&(93)&25&2&9\\\end{bmatrix}}}     |   | {\displaystyle {\begin{bmatrix}67&74&51&58&65\\73&55&57&64&66\\54&56&63&70&72\\60&62&69&71&53\\61&68&75&52&59\\\end{bmatrix}}} |
| D | - | B |
| {\displaystyle {\begin{bmatrix}(17)&(24)&76&83&90\\(23)&(5)&82&89&91\\(4)&(6)&88&95&97\\(10)&(12)&94&96&78\\(11)&(18)&100&77&84\\\end{bmatrix}}} |   | {\displaystyle {\begin{bmatrix}42&49&26&33&40\\48&30&32&39&41\\29&31&38&45&47\\35&37&44&46&28\\36&43&50&27&34\\\end{bmatrix}}} |

## Quarto passo
Scambiare le k - 1 colonne di estrema destra del sub-quadrato C con le corrispondenti colonne del sub-quadrato B.
| A | - | C |
| --- | - | --- |
| {\displaystyle {\begin{bmatrix}92&99&1&8&15\\98&80&7&14&16\\79&81&13&20&22\\85&87&19&21&3\\86&93&25&2&9\\\end{bmatrix}}}     |   | {\displaystyle {\begin{bmatrix}67&74&51&58&(40)\\73&55&57&64&(41)\\54&56&63&70&(47)\\60&62&69&71&(28)\\61&68&75&52&(34)\\\end{bmatrix}}} |
| D | - | B |
| {\displaystyle {\begin{bmatrix}17&24&76&83&90\\23&5&82&89&91\\4&6&88&95&97\\10&12&94&96&78\\11&18&100&77&84\\\end{bmatrix}}} |   | {\displaystyle {\begin{bmatrix}42&49&26&33&(65)\\48&30&32&39&(66)\\29&31&38&45&(72)\\35&37&44&46&(53)\\36&43&50&27&(59)\\\end{bmatrix}}} |

## Quinto passo
1. Scambiare il numero centrale della colonna di estrema sinistra del sub-quadrato A con il numero corrispondente del sub-quadrato D;
2. Scambiare il numero centrale del sub-quadrato A con il numero corrispondente del sub-quadrato D.

| A | - | C |
| --- | - | --- |
| {\displaystyle {\begin{bmatrix}92&99&1&8&15\\98&80&7&14&16\\(4)&81&(88)&20&22\\85&87&19&21&3\\86&93&25&2&9\\\end{bmatrix}}}       |   | {\displaystyle {\begin{bmatrix}67&74&51&58&40\\73&55&57&64&41\\54&56&63&70&47\\60&62&69&71&28\\61&68&75&52&34\\\end{bmatrix}}} |
| D | - | B |
| {\displaystyle {\begin{bmatrix}17&24&76&83&90\\23&5&82&89&91\\(79)&6&(13)&95&97\\10&12&94&96&78\\11&18&100&77&84\\\end{bmatrix}}} |   | {\displaystyle {\begin{bmatrix}42&49&26&33&65\\48&30&32&39&66\\29&31&38&45&72\\35&37&44&46&53\\36&43&50&27&59\\\end{bmatrix}}} |

Il risultato è un quadrato magico di ordine n = 4k + 2.